# Papier collé
Papier collé (fr. 'opklæbet papir', 'klæbebilleder') er en tidlig form for collage, der omkring 1912 blev udviklet af Georges Braque og Pablo Picasso.
Et første billede af Braque fra 1911, Le Portugais, indeholdt skrift i form af trykte bogstaver.
Mens materialer som træ, papir og tapeter i billeder af den analytiske kubisme i begyndelsen havde været imiteret med maleriske midler som dekorative elementer, blev de senere sat ind i billedet. Braque stræbte herved på at betone farvens selvstændighed, mønstrets geometri og materialets kornethed for abstraherende at løsgøre dem fra genstanden, idet han klæbede forskellige tapetstykker sammen (for eksempel Frugtskål og glas, 1912).
Picasso fremhævede genstandenes materialitet, idet han klæbede voksaftryk af rørflet og avispapir ind i sine billeder og på denne måde integrerede kunstfremmede materialer fra hverdagslivet i skabelsesprocessen og satte dem i kontrast til det øvrige malemateriale (for eksempel Stilleben med stoleflet, 1912). Foruden materialer som sand, stof og træ var der også brugsgenstande som spillekort og indpakningsmateriale med tryk på.
Efterfølgende udførte også Juan Gris kubistiske collager.
Senere udviklede Picasso sine ideer videre inden for billedhuggeri, idet han forarbejdede hverdagsting og kunstfremmede materialer til sin tredimensionale objektkunst.